# 布萊恩鎮區 (密歇根州)
布萊恩鎮區（英語：Blaine Township）是位於美國密歇根州本西縣的一個行政鎮區。

## 地方資料
布萊恩鎮區的面積為54.50平方千米，當中陸地面積為50.30平方千米，而水域面積為4.20平方千米。根據2020年美國人口普查的數據，當地共有人口484人，而人口密度為每平方千米8.88人。